# Ronda (Cebu)
Pour les articles homonymes, voir Ronda.
Ronda est une municipalité de la province de Cebu, au centre-ouest de l'île de Cebu, aux Philippines.

## Généralités
Elle est entourée des municipalités de Alcantara au sud, Dumanjug au nord, Argao à l'est, et du détroit de Tañon à l'ouest.
Elle est administrativement constituée de 14 barangays (quartiers/districts/villages) :
- Butong
- Can-abuhon
- Canduling
- Cansalonoy
- Cansayahon
- Ilaya
- Langin
- Libo-o
- Malalay
- Palanas
- Poblacion
- Santa Cruz
- Tupas
- Vive

Sa population en 2019 est d'environ 24 000 habitants.